# Главпочтамт (Кёльн)
Главный почтамт Кёльна (нем. Hauptpost (Köln)) — достопримечательность в центре Кёльна, утраченная в 1997 – 1998 гг. Здание располагалось на современной улице Ан ден Доминиканерн (An den Dominikanern) центрального административного округа Кёльн-Инненштадт.

## Здание
Здание было построенное по инициативе генерального почтового директора Генриха фон Штефана в 1888–1893 годах на фундаменте доминиканского монастыря в стиле историзма. Здесь располагались три организации: главный почтамт Кёльна, телеграф Кёльна и Высшая почтовая дирекция Кёльна. Здание спроектировано отделом технического строительства Имперской почты в Берлине под руководством Августа Кинда Августа Кинда и проектировщика фасада архитектора Карла Дофляйна. Торжественное открытие состоялась 15 ноября 1893 года в присутствии высших должностных лиц Имперской почтовой администрации. Позже было проведено расширение для размещения почтовой кассы почтовой кассы Кёльна. Позже Высгая почтовая дирекция Кёльна переехала в новое помещение в Нойштадт-Норд Нойштадт-Норд на угол улиц Клеверштрассе 32/Вёртштрассе.
Первоначальный фасад здания в 1920-х годах пришлось реконструировать в упрощенном виде из-за структурных повреждений. Сильно повреждённое во время Второй мировой войны в 1943 году, здание было полностью отремонтировано и перестроено с ещё более упрощённым каменным фасадом.
В результате приватизации Федерального почтового ведомства Германии («Почтреформа») задачи Высших почтовых дирекций были переданы управлениям отдельных новых подразделений почтовой службы.

## Современность
Здание было снесено в 1997–1998 годах для строительства нового элитного дома для престарелых. Несмотря на то, что здание являлось памятником архитектуры, у органов по сохранению исторического наследия не было возражений из-за значительно измененной базовой конструкции здания.